# Zájed sejk mecset
A Zájed sejk mecset (arabul: مسجد الشيخ زايد – Masǧid aš-šayḫ Zāyid) a nyolcadik legnagyobb mecset a világon. Nevét Zájed bin Szultán Ál Nahján emír-elnökről kapta. A mecset hivatalosan 2007-ben az iszlám ramadán hónapban nyílt meg.

## Adatok
- A mecsetet 54 darab, fehér márvánnyal díszített kupola díszíti.
- Az épület négy sarkában elhelyezett minaretek 115 méter magasak.
- A mecset egésze egyszerre 40 000 hívőt tud befogadni.
- A fő imacsarnokban egyszerre 9000 hívő fér el.

## Világrekordok
- A világ legnagyobb szőnyege, melyet Ali Háliki tervezett, 5700 m² területű. A szőnyeg 15 kisebb darabból áll, amit ott helyben kézzel varrtak össze. A szőnyeg 35 tonna gyapjúból és 12 tonna pamutból készült, teljes súlya így 47 tonna. A szőnyegben összesen 2 268 000 000 csomó van.
- A világ legnagyobb csillárja 10 m átmérőjű. A mecsetnek egyébként hét csillárja van, amit Németországból szállítottak.